# Mercédès Jellinek

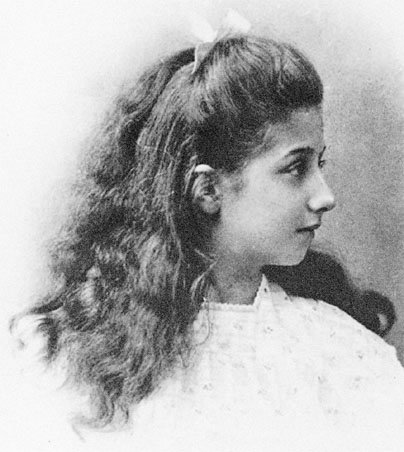
Mercédès Adrienne Manuela Ramona Jellinek

Mercédès Adrienne Manuela Ramona Jellinek (ur. 16 września 1889 w Wiedniu, zm. 23 lutego 1929 w Wiedniu) – córka austriackiego pioniera automobilizmu Emila Jellinka.
Urodziła się 16 września 1889 roku w Wiedniu jako trzecie dziecko Emila Jellinka i Rachel Goggman. Jej imię nosiły wytwarzane od 1902 roku samochody firmy Daimler-Motoren-Gesellschaft, której przedstawicielem był jej ojciec. Tradycję tę kontynuował Daimler-Benz, produkując pojazdy marki Mercedes-Benz, następnie koncern DaimlerChrysler, który powstał z połączenia dwóch potentatów Daimler-Benz i Chrysler, a obecnie Daimler.
Mercédès żyła w Wiedniu, jej podwójne wyjście za mąż okrzyknięte zostało skandalem. Lubiła muzykę i śpiew, sama potrafiła śpiewać sopranem. Nie odziedziczyła jednak po ojcu zamiłowania do motoryzacji oraz nigdy nie posiadała samochodu. Zmarła na gruźlicę w wieku 39 lat.